# Королівський монастир Санта-Марія-де-Поблет
Королівський монастир Санта-Марія-де-Поблет (катал. Reial Monestir de Santa Maria de Poblet) або просто монастир Поблет — прототип іспанського цистерціанського абатства. У 1991 році монастир був оголошений ЮНЕСКО об'єктом всесвітньої спадщини.

## Розташування
Монастир знаходиться у регіоні Куенка-де-Барбера, в муніципалітеті Вімбоді та Поблет, у Таррагоні (Іспанія). Це перший монастир, спонсорований Рамоном Беренгером IV, графом Барселони, який передав його ченцям-бернардинцям абатства Фонфроїд у 1149 році.

## Історія

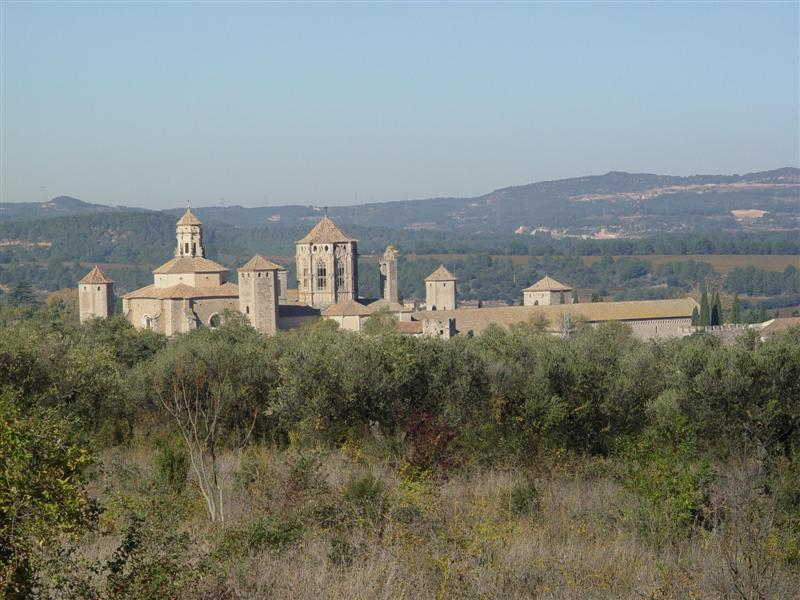
Монастир Поблет

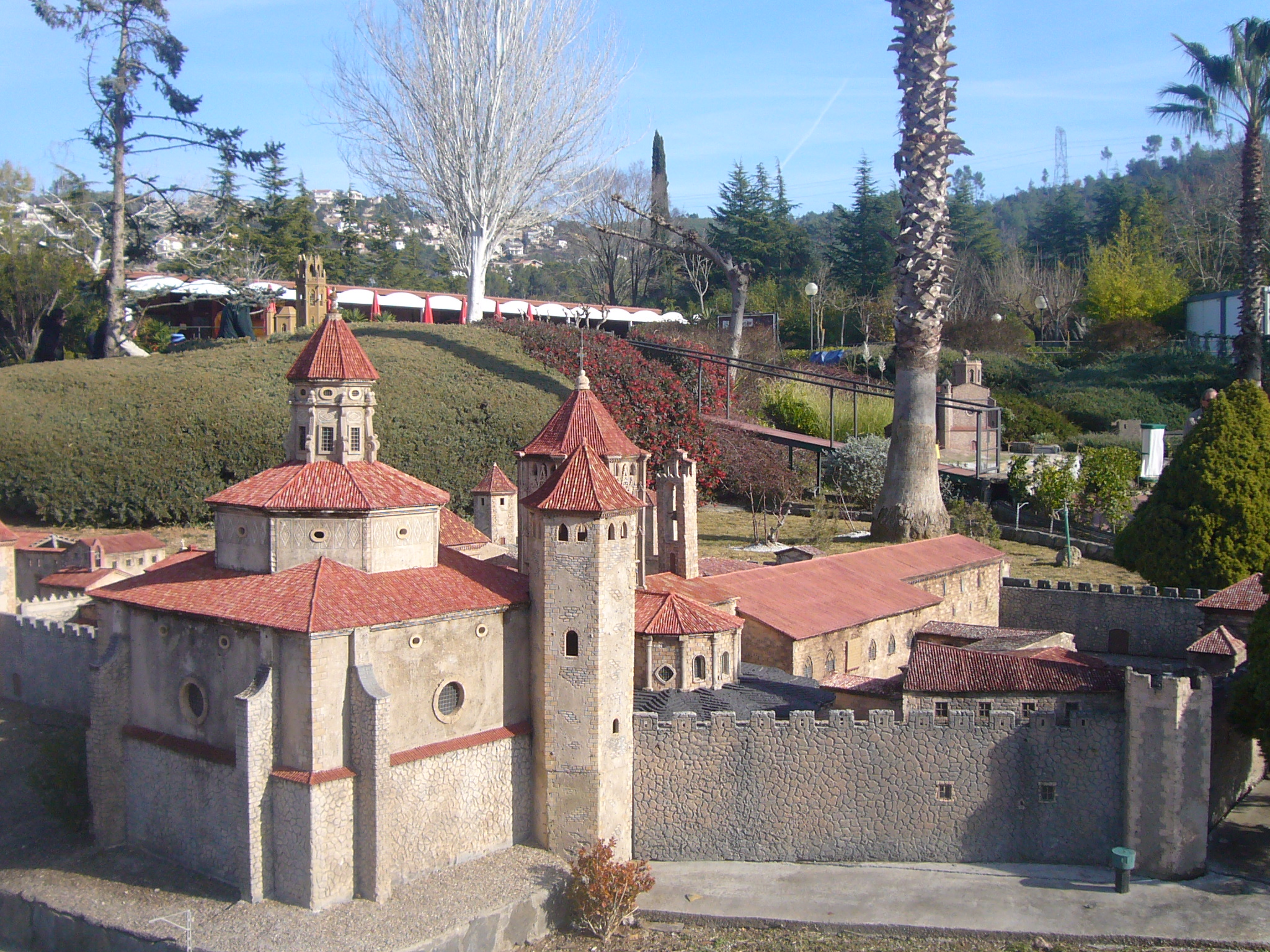
Модель монастиря в Каталонії в мініатюрі

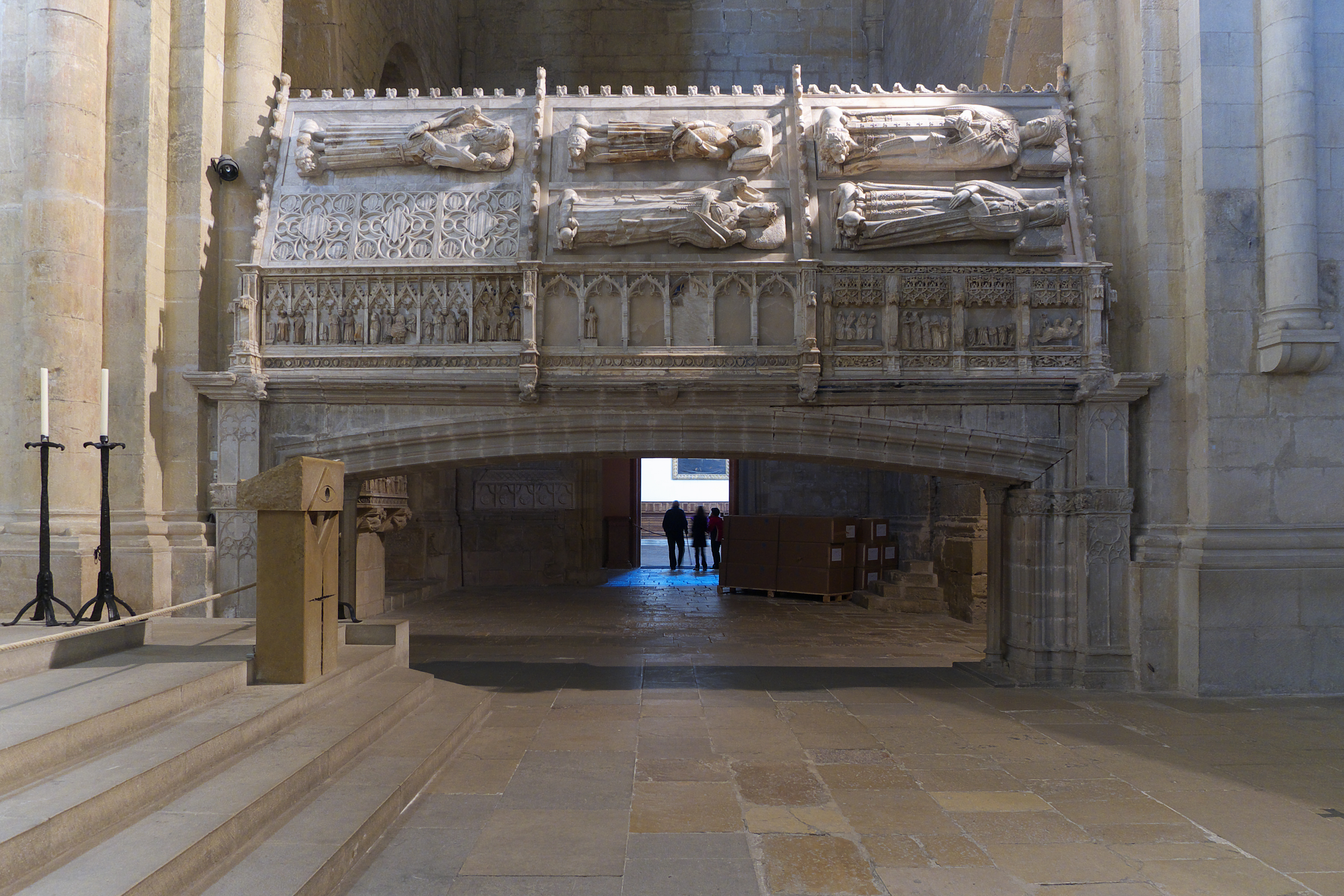
Королівські гробниці монастиря, де був похований Хуан II Арагонський

Це місце завжди було дуже багате рослинністю та лісами тополь, що призвело до того, що в 1984 році його було оголошено національним заповідником з 2 100 гектарами та 50 природними джерелами. Монастир Поблет був заснований графом Барселони Рамоном Беренгером IV, який приблизно в 1150 році пожертвував землі Популетум французькому абатству Фонфроїд.
Із заснуванням монастиря було додано чотири великі цистерціанські абатства: Клараваль (у долині Абсенту (Франція), Великий ліс (у Лангедоку), Фонфреда (біля Нарбонни) і Поблет. Перша громада була заснована за дорученням абата Герау в 1153 році. І Століттями пожертвування як від королів були частими. Завдяки цим документам про різні пожертви та подарунки можна було прослідкувати стан будівельних робіт.
У 1340 році Петро Церемонний наказав створити царсько-дворянський пантеон, в якому було до 16 домовин. Вибір місця поховання супроводжувався важливими пожертвами: землею, людьми та грошима. Крім того, були побудовані приватні каплиці.
Монастир з моменту свого заснування перебував під захистом і заступництвом королів. Коли королівський дім Арагону вимер, почався великий занепад. Так абат Кайшал найняв скульптора Даміана Формента для створення кам'яного вівтаря головної каплиці (1526—1531), справді виняткової роботи, вартість якої була настільки надмірною, що це призвело до повстання монахів проти свого настоятеля.
У 1822 році їхнє майно монастиря було виставлено на продаж, а монахи були вигнані. Після цього монастир був кинутий напризволяще і протягом двох років піддавався спаленням і пограбуванням. У 1825 році ченці повернулися і спробували відновити порядок. У 1833 році та під час першої карлістської війни колони армій заснували свою резиденцію в монастирі. Вони пограбували гробниці, спаливши одяг, який знайшли всередині, у пошуках золота та дорогоцінного каміння. Пізніше багато томів і документів було відновлено, а залишки гробниць перевезено на зберігання до Таррагони.
У 1930 році була створена Рада піклувальників Поблета, щоб допомогти відновити. Також було створено Братство друзів монастиря. Вдалося відновити значну частину будівлі, і в 1940 році група з чотирьох італійських ченців-цистерціанців могла оселитися в ній.
Нині цистерціанські монахи моляться та доглядають за невеликим садом. Вони також керують гостьовим будинком, який вміщує дванадцять гостей чоловічої статі, які потребують духовного відпочинку, в обмін на що вони отримують добровільну милостиню.

## Діяльність монастиря
На початку його заснування мета полягала в тому, щоб монастир охоплював територію зразкового культивування, в якій ферми з великою кількістю води, і ліс, який потрібно використовувати. Кожним господарством керував чернець, який відповідав за сім'ю, що складалася з мирян, сільських охоронців, садівників тощо.
Поблет зібрав усе необхідне для свого існування. Поблет мав лазарет, аптеку, кладовища, сад ароматичних рослин, млини, пекарні і навіть підземелля, оскільки настоятель мав владу феодала.

### Будинки, власність і права
Монастир став власником безлічі цистерціанських будинків у найважливіших містах Арагонської корони. Найбільшими дочірніми компаніями були:
- Кам'яний монастир в Арагоні
- Монастир Беніфасар в муніципалітеті Пуебла-де-Беніфасар (Кастельон)
- Монастир Ла Реаль на Майорці
- Пріорат Сан-Вісенте у Валенсії
- Монастир Назарет в Барселоні
- Таллат на кордоні між Таррагоною та Лерідою

Він поширив свою юрисдикцію на сім баронств, включаючи шістдесят міст. Він мав право призначати мера чи ратника десяти залежних від нього міст.
- Замок і місто Верду
- Замок Монарг[8]

Вони мали право пастися на королівських землях, а також на солончаках Кардони та на рибальстві Ампуріас.

### Настоятель і монахи
Абати Поблета отримали величезну юрисдикційну владу, яка не тільки поширювалася на їхні монастирі та володіння, але й була генеральними вікаріями цистерціанців у Арагонському та Наваррському королівствах. У кортесах Каталонії вони навіть отримали посаду депутата Женералітату. Король Педро IV Церемонічний надав абатам привілейовану посаду королівського мілослужителя при дворі. Вони користувалися високою честю супроводжувати короля в його загонах і в його завойовницьких битвах.

## Будівництво монастиря

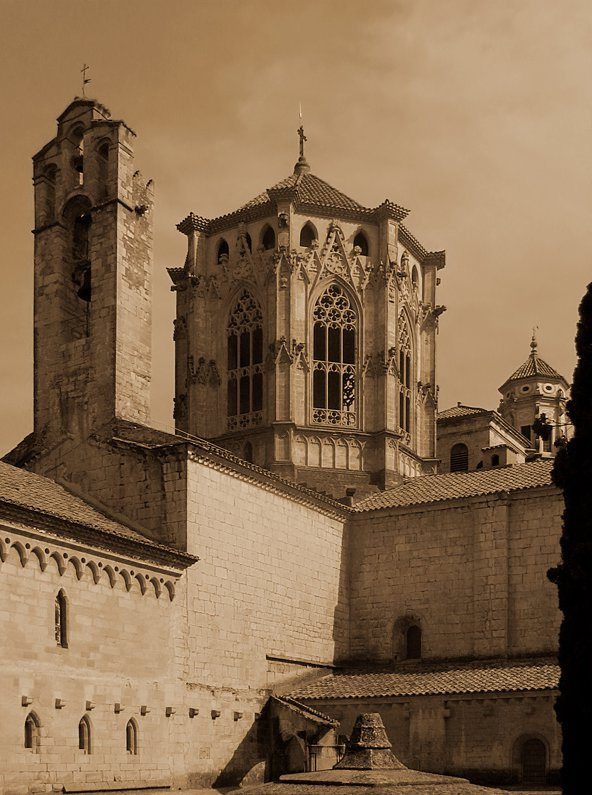
Монастир Поблет

Будівництво цього цистерціанського монастиря в тому вигляді, в якому він дійшов до наших днів, почалося приблизно в 1163 році, тобто через десять років після його заснування.
Цистерціанські будівлі враховували анклав та його околиці. Однією з умов, яку найбільше поважали, було близьке існування потоку води, з якого витягувалися необхідні канали, що проходили через сам остаточний монастирський комплекс. Під час заснування цистерціанського монастиря було тимчасово споруджено низку приміщень, придатних для життя громади. Коли почалися великі роботи з каменю, швидко була побудована невелика каплиця, яка, як правило, згодом залишалася каплицею лазарету Ця споруда та її монастир складають найдавніше ядро (siglo XII) всього корпусу.
Поки монахи жили в цьому ядрі, остаточна церква була зведена між 1162 і 1196 роками У 1200 році північна стіна, що примикає до південної панди монастиря, була завершена. Після цих робіт довелося збудувати примітивний будинок капітулу, стару захристію, кімнату для відвідин і опочивальню для ченців на верхньому поверсі.
У 1225 і 1234 роках йдеться про роботу трапезної новонавернених; інший документ 1243 року вказує на роботу спальні. Пожертви, зроблені в 1249 і 1250 роках, ясно показують, що вони були для робіт «нової глави» та прикраси «нової ризниці» та «нової спальні».
Наприкінці цього ж століття був побудований комплекс так званого палацу короля Мартина Людського. У 1789—1792 роках збудована нова ризниця, прибудована до південної стіни костелу і займала сектор лінії стіни.

## Монастирський комплекс
Монастирський комплекс складається з трьох диференційованих корпусів, з'єднаних між собою дверима.

### Перший корпус

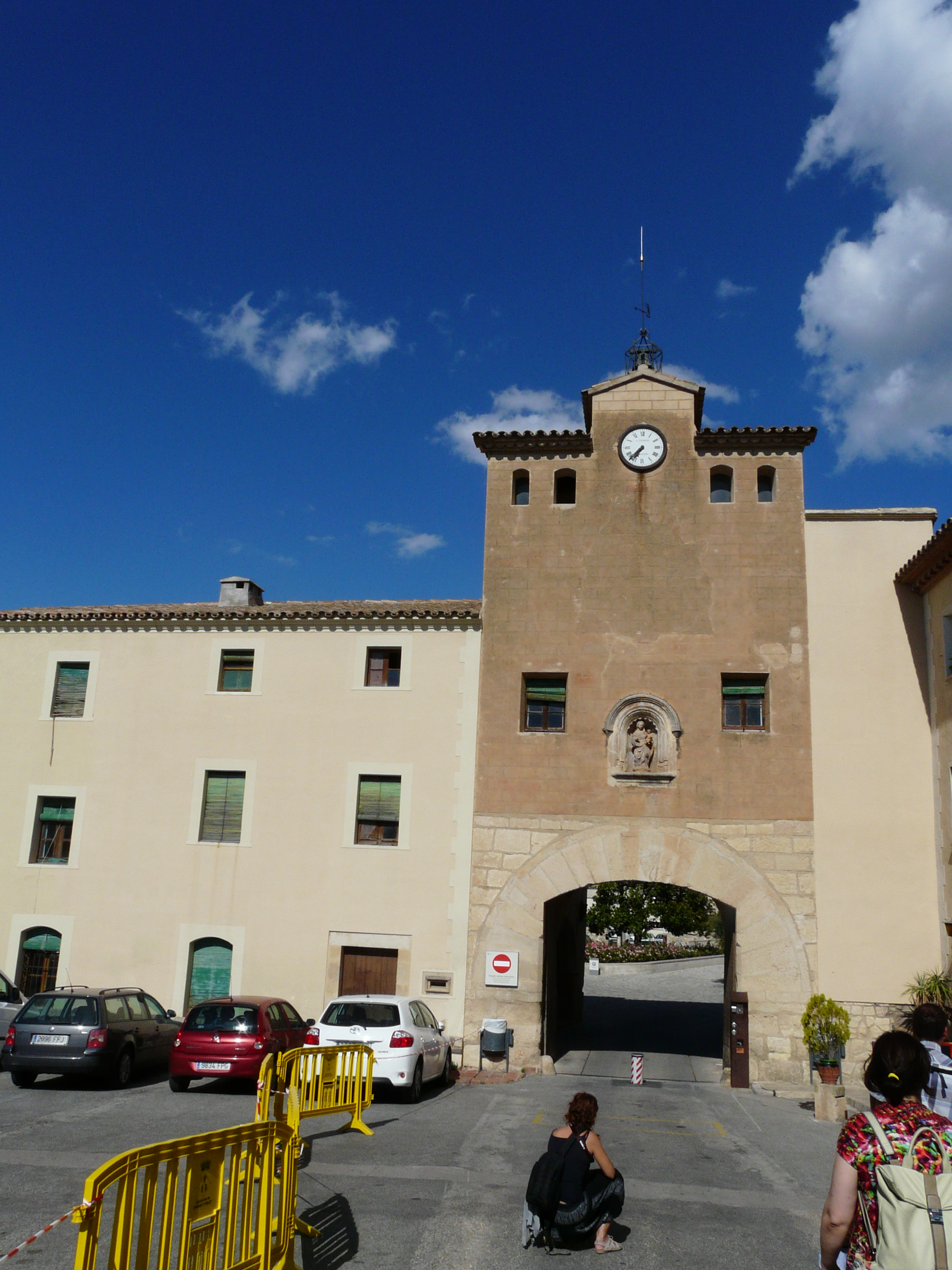
Ворота Prades, через які ви входите в перший корпус

Над дверима є ніша із зображенням Богородиці як заклинання монастиря. На ньому також зображено щит абата Фернандо де Леріна (1531—1545), глечик з ліліями або ліліями (символ чистоти) та ініціали PO, які стосуються Поблета.
У цій першій огорожі був простір, де були кімнати фермерів, робітників, мирян та іншої «сім'ї» монастиря. Абат Гімера (1564—1583) наказав побудувати колодязь та кілька водопровідних труб, і як доказ його повноважень його герб був надрукований на камені: дві червоні смуги на золотому полі. Досі зберігся будинок монаха-привратника, побудований за часів абата Фернандо Леріна.

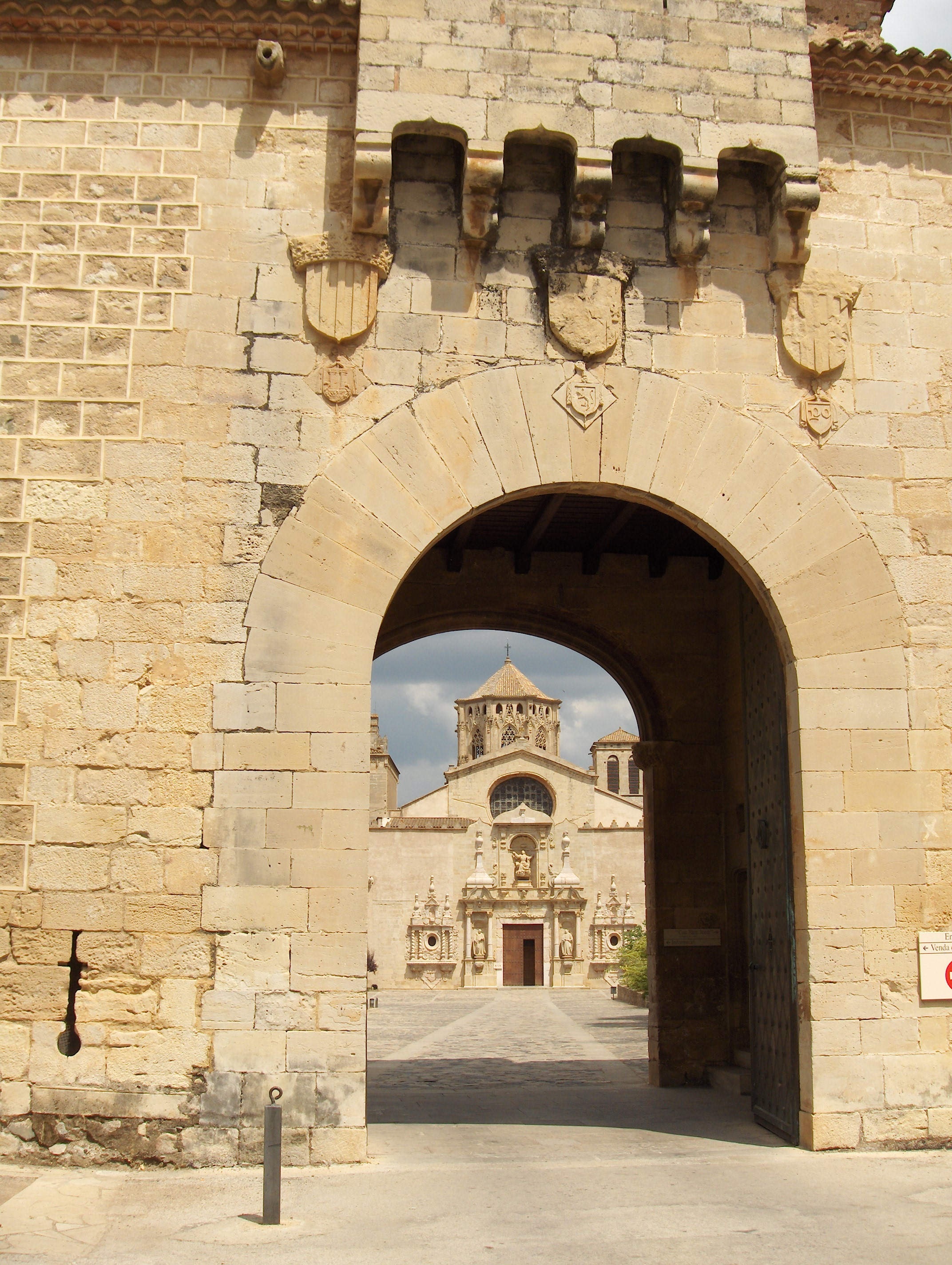
Пуерта Дорада, на задньому плані барокові двері церкви

Бульвар біля дверей доступу до другого вольєру називають Золотими Воротами, які були позолочені за волею Філіпа II у 1564 році, коли він проводив тут Страсний тиждень.Двері були побудовані під керівництвом абатів Дельгадо та Хуана Пайо Коельо (1480—1499) і є прикладом військових дверей. Будівництво дверей мало бути завершено в 1493 році.
Тут відбувалася церемонія зустрічі королів, які відвідали Поблет. Вони пройшли процесією під навісом, співаючи Te Deum і супроводжуючи свою свиту та монахів спільноти. Вони увійшли в 2-й корпус через Золоті Ворота і в каплиці Санта-Каталіни вони знову зупинилися, щоб помолитися, перш ніж остаточно увійти до замкнутого корпусу.

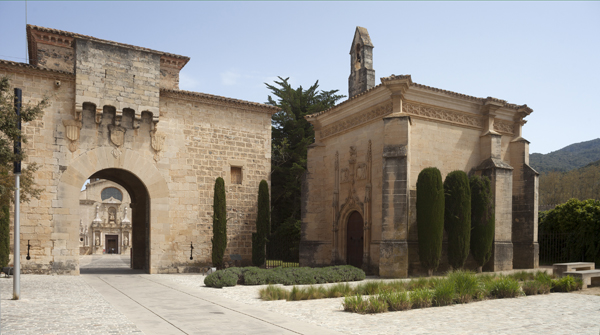
Каплиця Святого Георгія біля Золотих воріт

Поруч із згаданими дверима знаходиться каплиця Сан-Хорхе, яку наказав побудувати Альфонсо V Арагонський Великодушний на знак подяки за перемогу, здобуту під час завоювання Неаполя в 1442 році, за часів абата Конілья. Її називають каплицею Святого Георгія, але насправді вона присвячена Богородиці Вервиці, Святому Архангелу Михаїлу та Святому Георгію, оскільки вважається, що вони троє були захисниками короля під час завоювання Неаполя. Три скульптурні зображення цих захисників були розташовані у зниклому вівтарному образі каплиці. Каплиця Святого Георгія має квадратний план поверху з готичними дверима, фланкованими колонами, що закінчуються шпильками.
Перетинаючи Золоті ворота, потрапляють до 2-го корпусу.

### Другий корпус

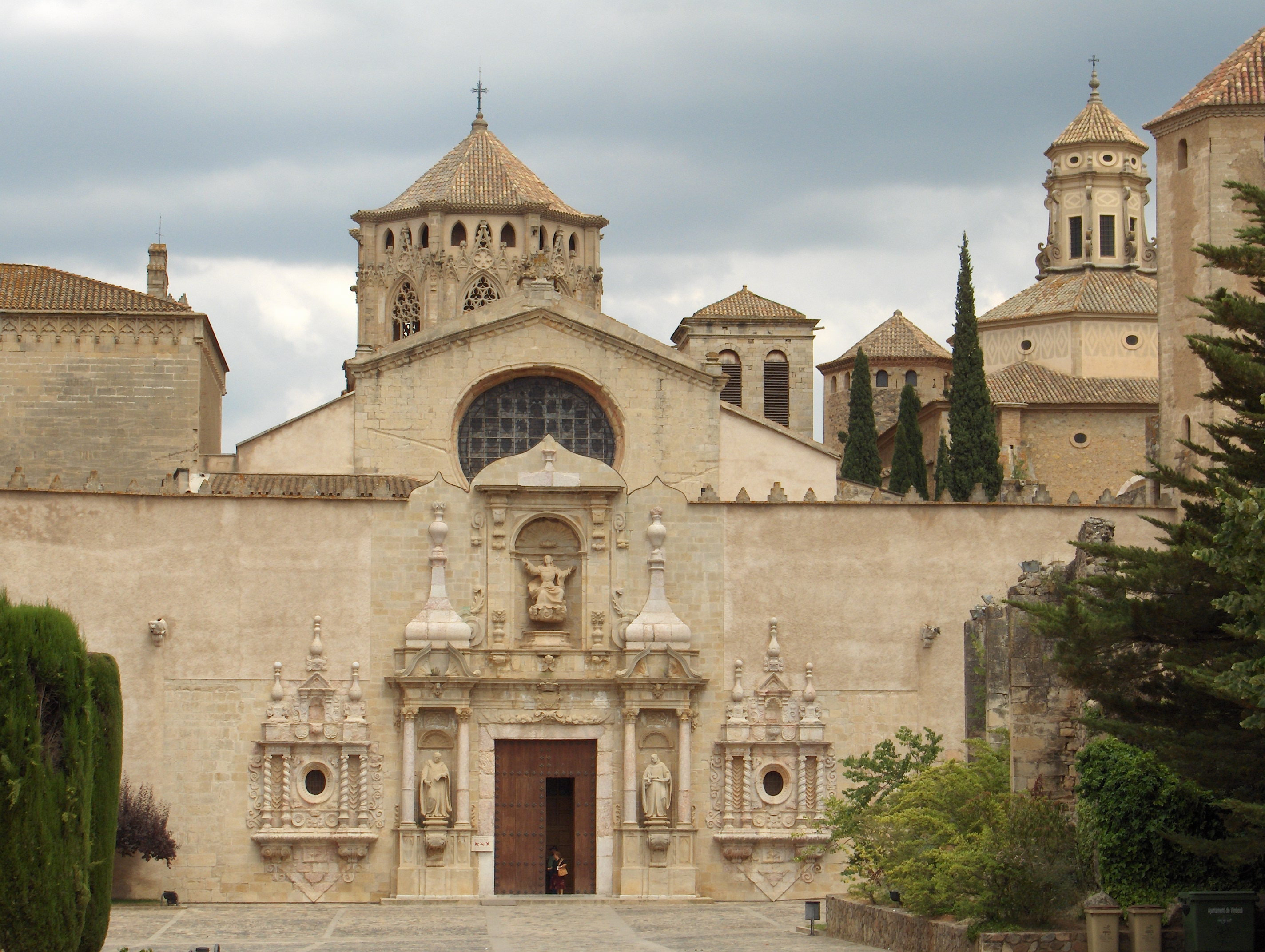
Барокові двері костелу

За золотими воротами знаходиться велика головна площа з неправильним планом, де збереглися залишки старих будівель. На задньому плані є двері доступу до атріуму монастирської церкви, відкриті в стіні, що оточує 3-й корпус. Це барокові двері XVII століття, які герцог Кардона наказав побудувати в 1670 році. Це вхід до атріуму, звідки входили до церкви, коли було суворе закриття. По обидва боки від дверей розміщені статуї святого Бенедикта та святого Бернарда, а також зображення Богородиці в ніші. Там знаходилися окулуси з великою кількістю барокового орнаменту та соломонові колони. Посеред площі і перед цими дверима стоїть великий кам'яний хрест.

### Третій корпус

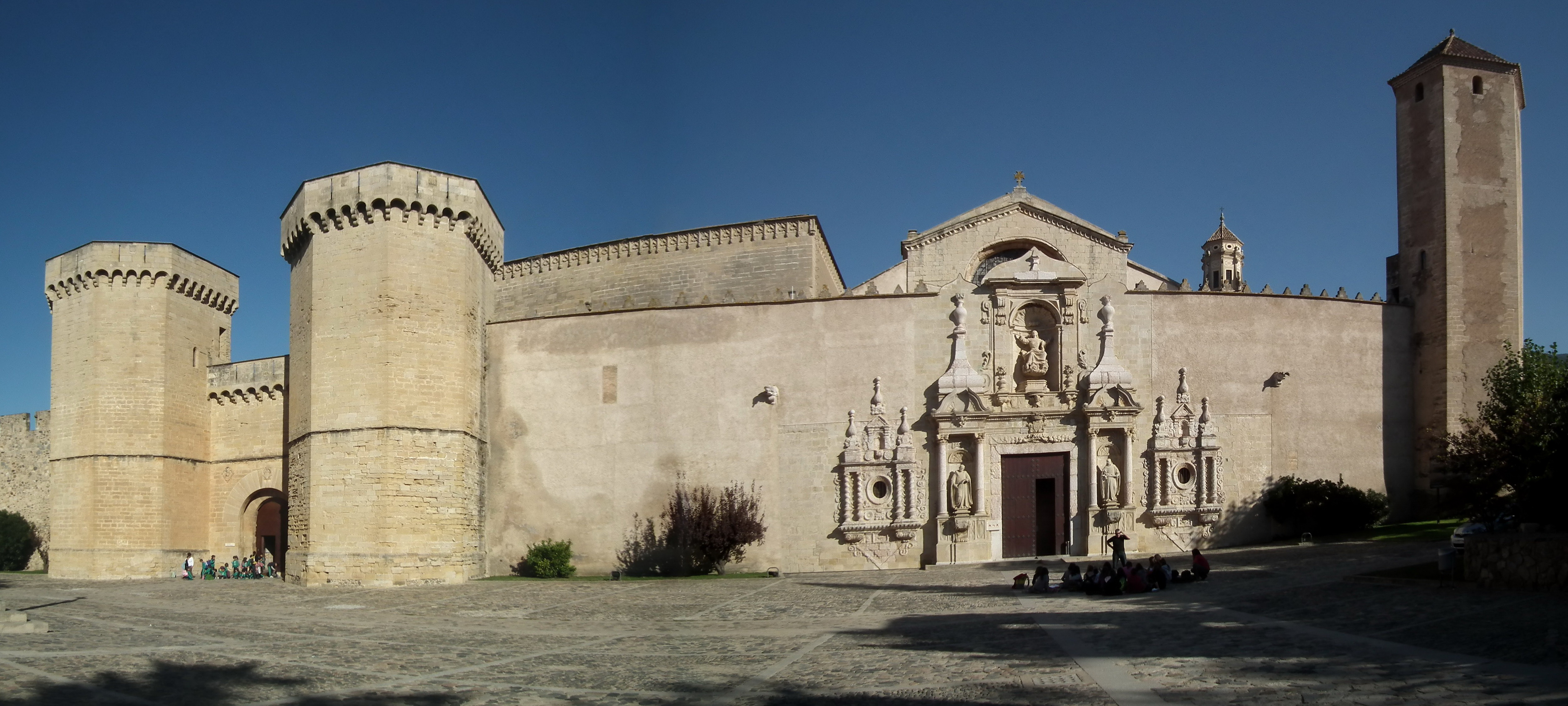
Зліва Царські ворота, затиснуті між двома вежами, і барокові двері, що ведуть до церкви

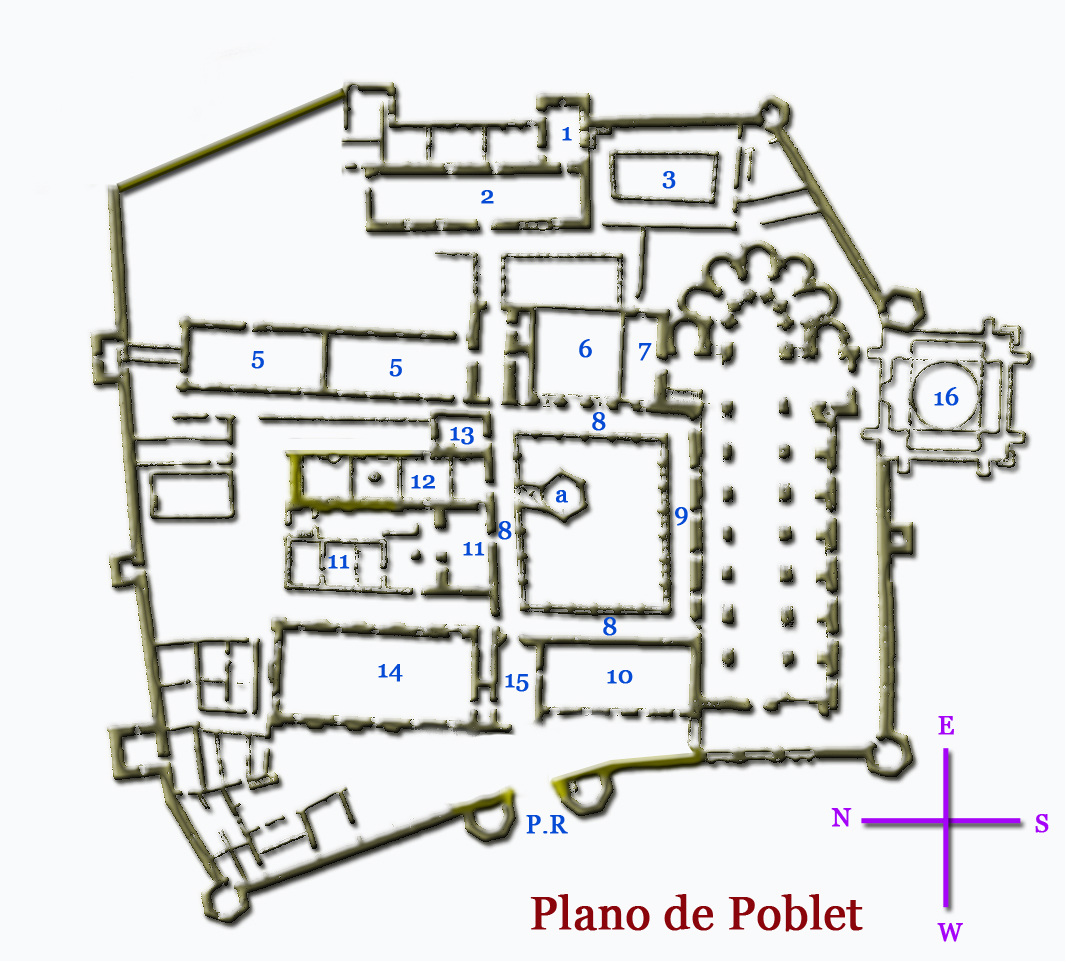
План закриття монастиря Поблет

Праворуч від цього атріуму знаходяться винні преси siglo XIII (№ 10 у плані), які спочатку були спальнею мирян. Південна стіна прибудована до північної стіни церкви. Всередині атріуму або вестибюлю є доступ до кута злиття з північно-західною пандою монастиря (№ 8 на плані).  і 

## Детальний опис

### Церква
Через відчинені барокові двері на західній стіні є доступ до атріуму. Атріум перекритий нервюрними склепіннями. Він мав два вівтарі.

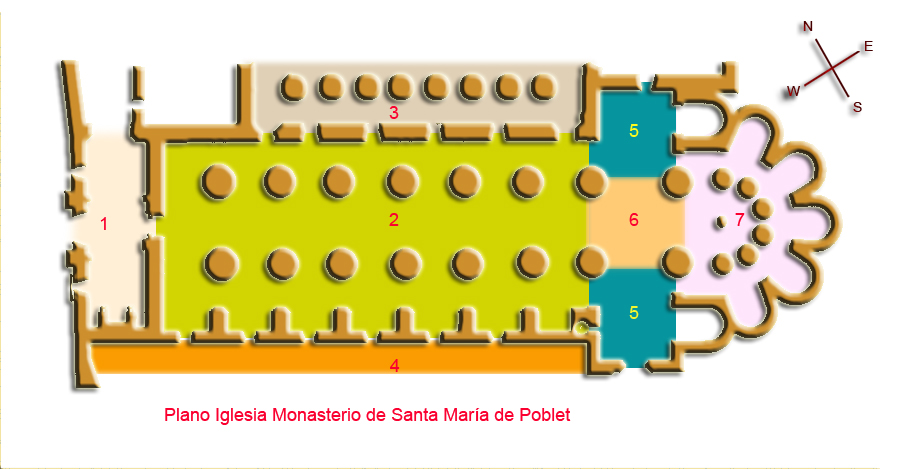
План церкви

Має базилікальний план із трьома нефами та трансептом; дві бічні значно вужчі за центральну. Північна нава романська з ребристим склепінням; центральна нава також романська, але її склепіння є гострокінцевим; південний неф є готичним Великий готичний купол, восьмигранний і з великими вікнами. Навколо пресвітерію проходить амбулаторія, до якої відкриваються п'ять каплиць. Дві кутові апсиди сполучаються з трансептом.
У пресбітерії зберігся вівтарний стіл, що складається з великого каменю, що підтримується чотирма парами колон. У нинішній будівлі зберігаються два великі скарби: ренесансний вівтар Даміана Формента та королівські гробниці.

#### Вівтарний образ Даміана Формента
Вівтарний образ розміщений до дати, передбаченої в контракті. Скульптор збирав обумовлені договором платежі, аж поки не настав травень 1530 року. Громада відмовилася продовжувати платити внески, які здавалися надмірними, звинувачуючи скульптора в тому, що він обдурив настоятеля щодо ціни.
У 1835 році після ексклаустрації вівтарний образ був пошкоджений. Це вівтарний образ, виконаний у римському стилі, з ренесансною архітектурою з гротесками.

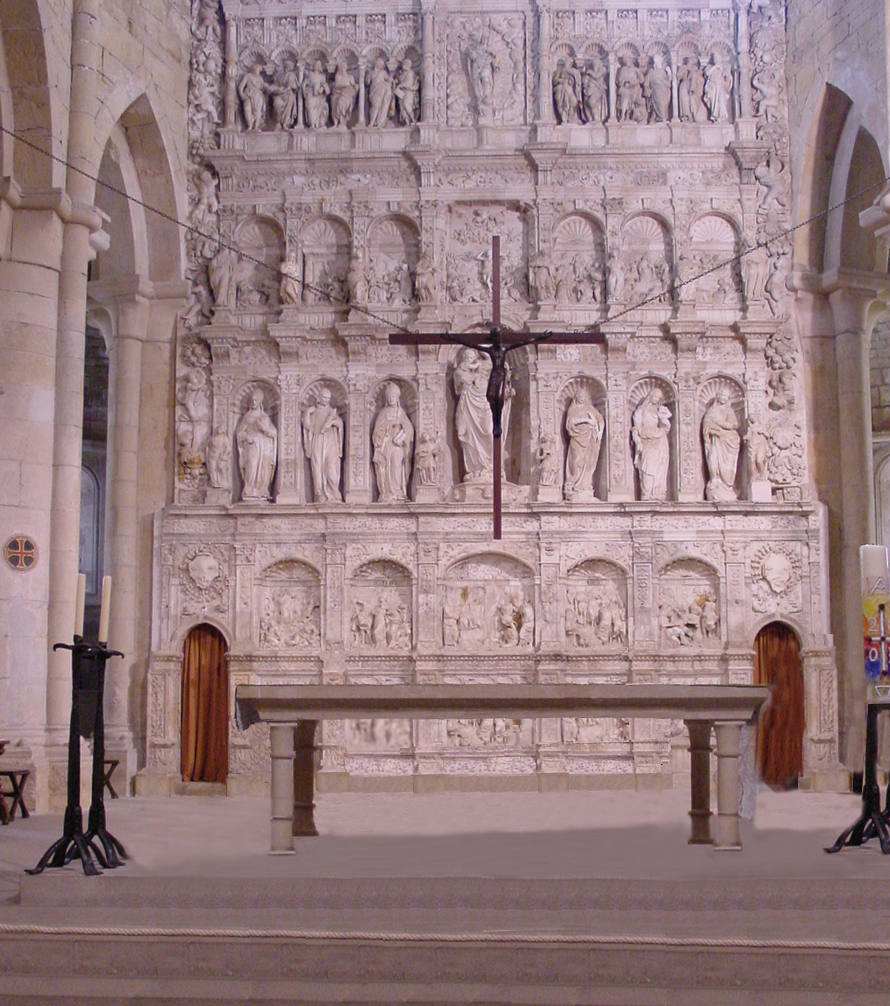
Вівтарний образ Даміана Формента.

Він у вигляді лавки, підвалу та трьох корпусів та з декоративними темами фруктів і гірлянд на кінцях, які замінюють старі готичні браслети. Ця робота означала впровадження форм епохи Відродження в каталонське мистецтво.

## Палац короля Мартина Людського

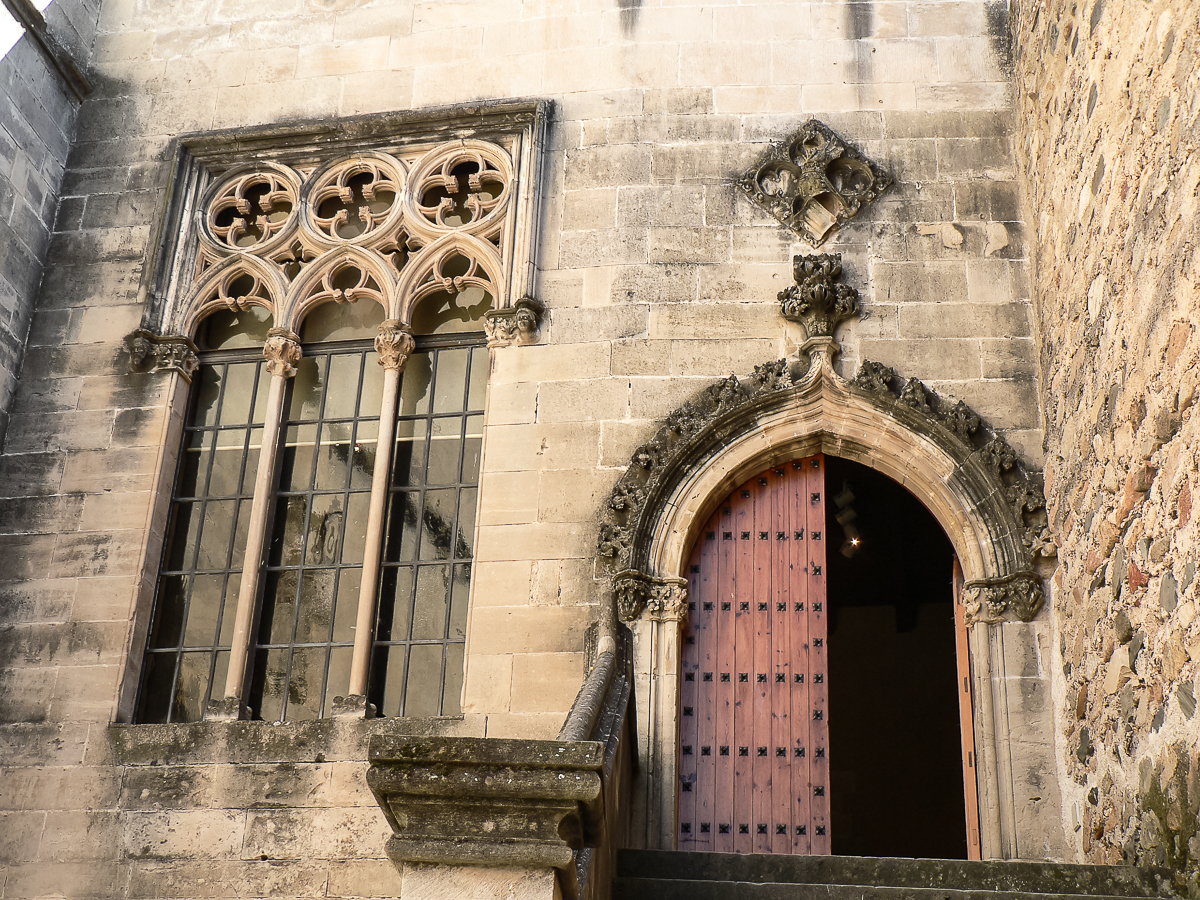
Палац короля Мартіна I Арагонського

Він розташований у третьому корпусі, який міститься між попередніми будівлями монастиря, займаючи верхні поверхи атріуму монастиря, винні преси, прохід до монастиря та Галілеї або вестибюлю церкви. З архітектурної точки зору він вважається однією з перлин цивільного готичного мистецтва Каталонії. Його наказав побудувати король Мартін I Людина, розпочавши роботи в 1397 році і залишившись незавершеним з 1406 року.

## Царські гробниці

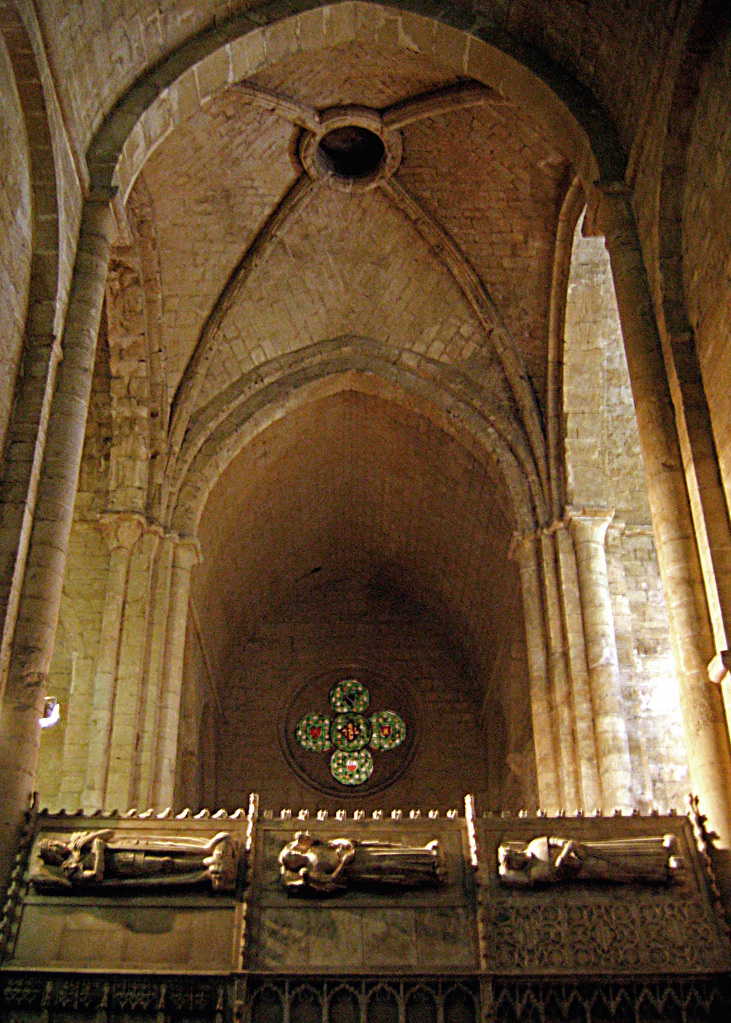
Царські гробниці, сторона Євангелія

Монастирі Сантес-Креус і Поблет є охоронцями королівських пантеонів королів Арагонської корони. Саме Педро IV Церемонний разом з абатом Копонсом у 1340 році вирішив здійснити бажання Альфонса II перетворити монастир на королівський пантеон. Роботи були доручені майстру Алої, Хайме Каскалсу, а також Жорді де Деу в 1380 році
У Поблеті є низка простих кам'яних ящиків, деякі з висіченими відповідними символами геральдики, інші без жодного напису, розміщені на землі біля зовнішньої стіни церкви або на кладовищі ченців і мирян (розташоване навколо апсиди, зовні). Це поховання шляхтичів і магнатів, які належали до братства або сповідували монахи, обравши монастир як відповідне місце для свого поховання.